# Santa Luzia (Angra do Heroísmo)
Santa Luzia es una freguesia portuguesa perteneciente al municipio de Angra do Heroísmo, situado en la Isla Terceira, Región Autónoma de Azores. Posee un área de 1,20 km² y una población total de 3 001 habitantes (2001). La densidad poblacional asciende a 2 500,8 hab/km².
- Datos: Q1998068
- Multimedia: Santa Luzia (Angra do Heroísmo) / Q1998068

1. ↑  Worldpostalcodes.org,código postal n.º 9700-072.